# Rüdiger Wolfrum
Rüdiger Wolfrum (Berlino, 13 dicembre 1941) è un giurista tedesco. Ha ricoperto il ruolo di presidente del tribunale internazionale del diritto del mare dal 2005 al 2008.

## Biografia
Wolfrum si è laureato presso l'università di Bonn nel 1973 e nello stesso anno ha intrapreso la carriera accademica, presso il medesimo ateneo, come assistente in diritto internazionale. Nel corso della sua carriera ha insegnato in diverse università tedesche, oltre che rappresentare il proprio paese in vari organismi delle Nazioni Unite. Nel 1996 viene nominato giudice del tribunale internazionale del diritto del mare, incarico che svolge sino al 2017, ricoprendo il ruolo di presidente del medesimo organo dal 2005 al 2008.

## Opere
- (EN) con Thomas Mensah et al., Law of the sea, environmental law, and settlement of disputes: liber amicorum Judge Thomas A. Mensah, Leida, Martinus Nijhoff, 2007, ISBN 9780911189315, OCLC 310423105.